# بوریس درون
بوریس درون (انگلیسی: Boris Dron؛ زادهٔ ۱۷ مارس ۱۹۸۸) دوچرخه‌سوار اهل بلژیک است.
از باشگاه‌هایی که در آن بازی کرده‌است می‌توان به دابلیوبی ورانکلاسیک آکوا پروتکت و وانتی–گروپ گوبر اشاره کرد.